# Martin Yan
Martin Yan (tiếng Trung: 甄文達 - Chân Văn Đạt, sau này đổi thành 殷文達 - Ân Văn Đạt), sinh ngày 22 tháng 12 năm 1948, là một đầu bếp người Mỹ gốc Hoa, nhân vật chính trong chương trình dạy nấu ăn nổi tiếng mang tên Yan Can Cook. Hiện ông định cư ở Hillsborough, California, phía nam San Francisco. Ông kết hôn với Susan ("Sue") và có 2 đứa con song sinh là Choline và Devin. Ông không liên quan đến tiết mục dạy nấu ăn Wok with Yan của một người Canada gốc Hoa là Stephen Yan.

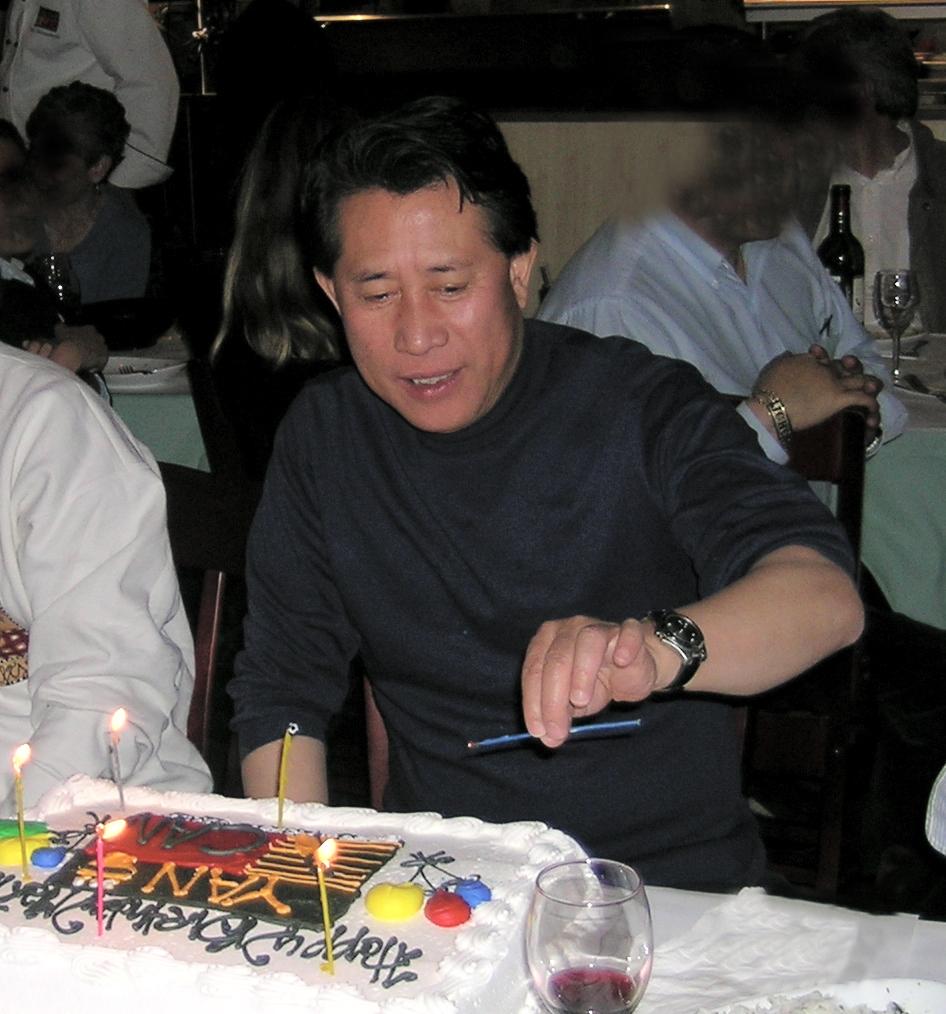
Tháng 12 năm 2004

## Những năm đầu đời
Sinh tại Quảng Châu, Trung Quốc trong một gia đình có cha là đầu bếp, mẹ bán tạp phẩm, Yan bắt đầu nấu ăn năm 12 tuổi. Sau đó, Yan chuyển tới Cửu Long, Hồng Kông và làm việc trong quán ăn của người chú. Yan từng được nhận văn bằng của Viện Nghệ thuật nấu ăn Hải ngoại Hồng Kông. Năm 18 tuổi, Yan học trường cao đẳng một năm ở Calgary trước khi thẳng tiến đến California. Yan làm việc tại Đại học California tại Davis.

## Sự nghiệp
1978, Yan xuất hiện trong một talk show địa phương mang tên Calgary và Yan đã đảm nhận vai trò chính trong hơn 1,500 kỳ show Yan Can Cook.
Yan mở một hệ thống Nhà hàng Yan Can thành lập Trường dạy nấu ăn quốc tế Yan Can San Francisco. Ông cũng đã viết hơn hai tá sách nấu ăn, điển hình là:
- Martin Yan's Feast: The Best of Yan Can Cook
- Chinese Cooking for Dummies
- Martin Yan's Asian Favorites
- Martin Yan's Quick and Easy
- Martin Yan's Chinatowns
- Martin Yan's Culinary Journey Through China
- Martin Yan's Asia
- Martin Yan's Entertainment At-Home
- Martin Yan the Chinese Chef
- Martin Yan's Invitation to Chinese Cooking
- Martin Yan's Feast

Ông đóng vai Kim Chui trong phim Cơm gà Hải Nam